# 黒木健孝
黒木 健孝（くろき やすたか、1982年1月9日 - ）は、日本の元プロボクサー。長崎県佐世保市出身。第21代日本ミニマム級王者。第13代OPBF東洋太平洋ミニマム級王者。ヤマグチ土浦ボクシングジム所属。長崎県立佐世保工業高等学校定時制卒業。

## 来歴
中学卒業後地元のボクシングジムでボクシングを始める。会長の紹介で高校卒業後の19歳の時、ヤマグチ土浦ボクシングジムへ移籍した。
2001年9月29日、プロデビュー、加藤和之に4回判定負け。
2006年4月15日、元IBF世界ミニマム級王者ニコ・トーマス（インドネシア）と対戦し、初回KO勝ち。この勝利により日本ランキング2位から1位へ上昇し、以後1位を保持。
2007年5月5日、日本ミニマム級王者三澤照夫に挑戦。5回にダウンを喫したものの、7回に偶然のバッティングで左まぶたをカットし試合停止。負傷判定の結果、勝利となり王座獲得に成功。岩本悟がジムを開設して35年目にして初のチャンピオンとなった。三澤とは2008年4月2日の2度目の防衛戦でも再戦し、この時は10回判定勝ち。6月30日には3度目の防衛に成功。
2008年11月16日、日本王座在位のまま東洋太平洋ミニマム級王座挑戦。1度対戦し敗れた相手でもあった同級王者・和賀寿和に挑み、12回判定勝ちで王座獲得に成功。その後、12月20日付けで日本王座を返上。
その後、2度の防衛に成功し、世界ランキングもWBA1位・WBC3位に浮上。
2010年3月27日、世界王座初挑戦。有明コロシアムでWBC世界ミニマム級王者オーレイドン・シスサマーチャイ（タイ）に挑戦し、11回にダウンを奪ったものの僅差判定負けで王座獲得に失敗した。この試合はトリプル世界戦の1試合として行われた。同年7月1日、WBC世界ミニマム級10位として同じサウスポーの榎本信行とライトフライ級契約8回戦を行い、3R2分31秒TKO勝利で再起を果たした。
2010年9月25日、つくばカピオで、黒木の返上後に東洋太平洋ミニマム級新王者となったマイケル・ランデロ（フィリピン）に挑むも、8回2分11秒TKOで破れた。
2011年1月16日、モチベーションの低下などから引退。約十年のプロボクサー人生に終止符を打った。
2012年6月3日、つくば市にてボクシングスクールのイベントをおこなった。

## 戦績
プロボクシング：30戦24勝 (16KO) 5敗 (1KO) 1分
| 戦           | 日付           | 勝敗 | 時間     | 内容     | 対戦相手                             | 国籍                       | 備考                                   |
| ------------ | -------------- | ---- | -------- | -------- | ------------------------------------ | -------------------------- | -------------------------------------- |
| 1            | 2001年9月29日  | 敗北 | 4R       | 判定     | 加藤和之                             | 日本 （鹿島灘）            | プロデビュー戦                         |
| 2            | 2001年11月12日 | 勝利 | 3R 1:09  | TKO      | 古宮英明                             | 日本 （五代）              |                                        |
| 3            | 2002年3月23日  | 勝利 | 4R       | 判定2-1  | 高取偉織                             | 日本 （埼玉池田）          |                                        |
| 4            | 2002年7月4日   | 勝利 | 3R 2:02  | TKO      | 星野恭一                             | 日本 （協栄鹿沼）          |                                        |
| 5            | 2002年8月24日  | 勝利 | 2R 1:40  | TKO      | 坂東志朗                             | 日本（フォーラムスポーツ） |                                        |
| 6            | 2002年9月28日  | 引分 | 6R       | 判定3-0  | 高橋聖                               | 日本 （花形）              |                                        |
| 7            | 2003年4月3日   | 敗北 | 1R 0:40  | KO       | 和賀寿和                             | 日本 （花形）              |                                        |
| 8            | 2003年9月27日  | 勝利 | 4R 2:13  | TKO      | アキラ誠                             | 日本 （北澤）              |                                        |
| 9            | 2004年4月2日   | 敗北 | 8R       | 判定0-3  | 辻昌建                               | 日本 （帝拳）              |                                        |
| 10           | 2004年7月2日   | 勝利 | 8R       | 判定3-0  | 小川利樹                             | 日本 （角海老宝石）        |                                        |
| 11           | 2004年9月25日  | 勝利 | 4R 0:56  | TKO      | 押金励                               | 日本 （角海老宝石）        |                                        |
| 12           | 2005年3月23日  | 勝利 | 2R 2:22  | KO       | 萬藤厚史                             | 日本（ファイティング原田） |                                        |
| 13           | 2005年7月5日   | 勝利 | 5R 1:56  | TKO      | 加藤大政                             | 日本（ファイティング原田） |                                        |
| 14           | 2005年9月18日  | 勝利 | 10R 2:04 | TKO      | 半田友章                             | 日本 （宇都宮）            |                                        |
| 15           | 2006年1月14日  | 勝利 | 1R 2:38  | KO       | ケムトン・ツインズスペシャル         | タイ                       |                                        |
| 16           | 2006年4月15日  | 勝利 | 1R 3:10  | KO       | ニコ・トーマス                       | インドネシア               |                                        |
| 17           | 2006年7月13日  | 勝利 | 5R 0:33  | TKO      | ペッエーク・シットゴーポンガーンピム | タイ                       |                                        |
| 18           | 2007年5月5日   | 勝利 | 7R 1:46  | 負傷3-0  | 三澤照夫                             | 日本 （帝拳）              | 日本ミニマム級タイトルマッチ           |
| 19           | 2007年9月22日  | 勝利 | 5R 2:52  | TKO      | 半田友章                             | 日本 （宇都宮）            | 日本王座防衛1                          |
| 20           | 2008年4月2日   | 勝利 | 10R      | 判定3-0  | 三澤照夫                             | 日本 （帝拳）              | 日本王座防衛2                          |
| 21           | 2008年6月30日  | 勝利 | 6R 1:46  | TKO      | 鈴木誠                               | 日本 （野口）              | 日本王座防衛3                          |
| 22           | 2008年9月27日  | 勝利 | 3R 1:15  | KO       | インタノン・シッスーイ               | タイ                       |                                        |
| 23           | 2008年11月16日 | 勝利 | 12R      | 判定3-0  | 和賀寿和                             | 日本 （畑中）              | OPBF東洋太平洋ミニマム級タイトルマッチ |
| 24           | 2009年3月27日  | 引分 | 3R 2:00  | 負傷引分 | 金田淳一朗                           | 日本（白井・具志堅）       | OPBF防衛1                              |
| 25           | 2009年7月9日   | 勝利 | 8R       | 判定3-0  | 大内淳雅                             | 日本 （角海老宝石）        | 48.0kg契約                             |
| 26           | 2009年9月26日  | 勝利 | 12R      | 判定3-0  | ヘリ・アモル                         | インドネシア               | OPBF防衛2                              |
| 27           | 2010年2月1日   | 勝利 | 6R 1:20  | TKO      | 須田拓弥                             | 日本 （沼田）              |                                        |
| 28           | 2010年3月27日  | 敗北 | 12R      | 判定0-3  | オーレイドン・シスサマーチャイ       | タイ                       | WBC世界ミニマム級タイトルマッチ        |
| 29           | 2010年7月1日   | 勝利 | 3R 2:31  | TKO      | 榎本信行                             | 日本 （三迫）              |                                        |
| 30           | 2010年9月25日  | 敗北 | 8R 2:11  | TKO      | マイケル・ランデロ                   | フィリピン                 | OPBF東洋太平洋ミニマム級タイトルマッチ |
| テンプレート |                |      |          |          |                                      |                            |                                        |

## 獲得タイトル
- 第21代日本ミニマム級王座（3度防衛後、返上）
- 第13代OPBF東洋太平洋ミニマム級王座（2度防衛後、返上）